# Jean Tirole

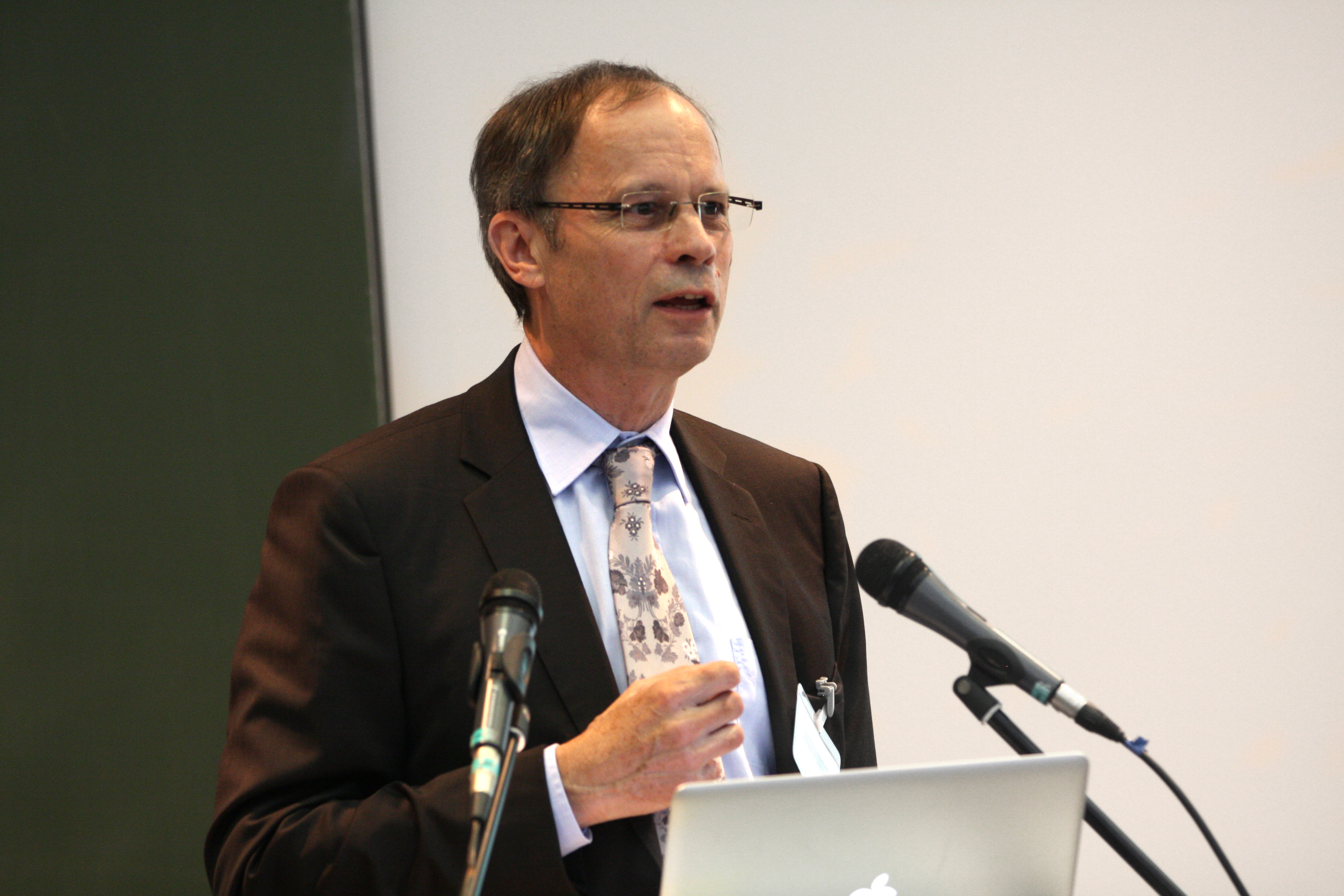
Jean Tirole em 2007

Jean Tirole (Troyes, 9 de agosto de 1953) é um economista francês. É diretor científico do Instituto de Economia Industrial e economista da Toulouse School of Economics.
Recebeu o Prêmio John von Neumann de 1998 e o Prémio de Ciências Económicas em Memória de Alfred Nobel de 2014, por análise do poder e regulação de mercado.